# Burg Lucera

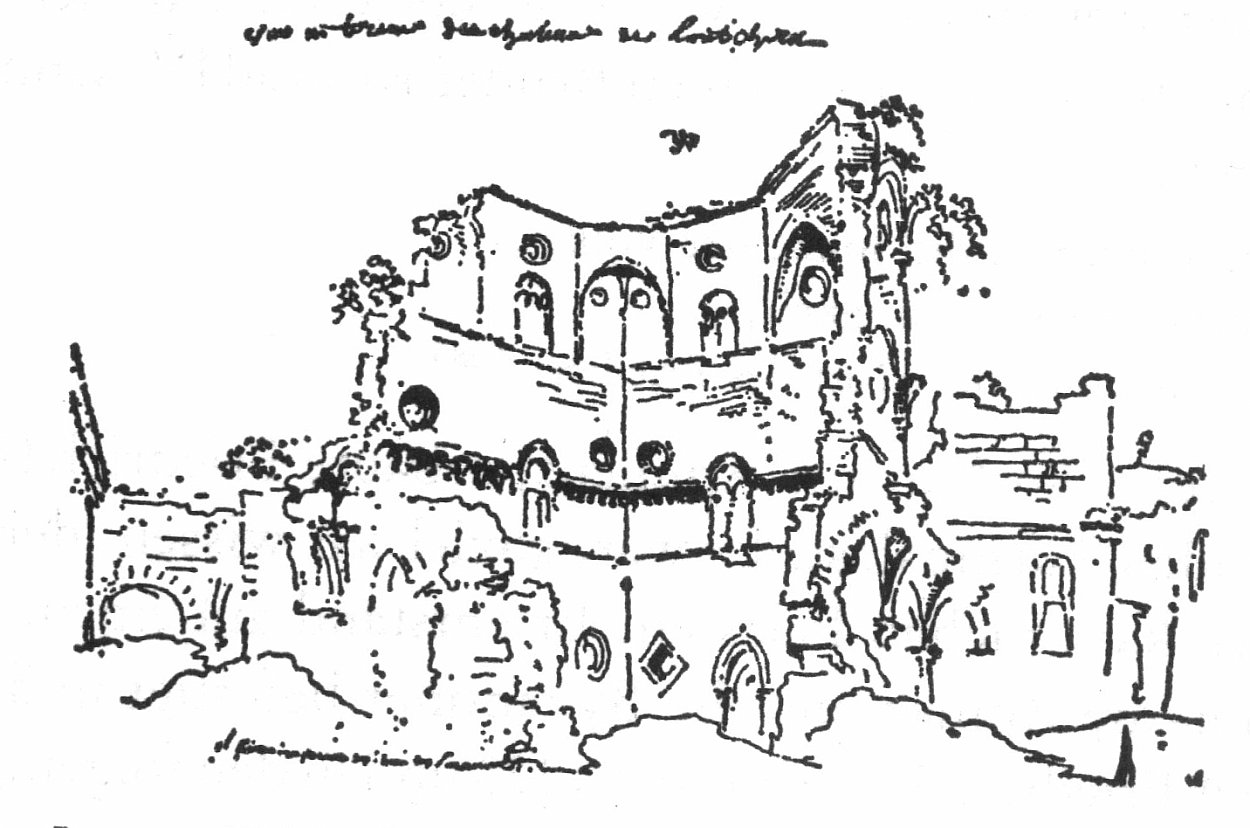
Ruine des Donjons Friedrichs II. in der Zeichnung von Desprez aus dem Jahr 1778

Die Burg von Lucera (italienisch Fortezza Svevo-Angioina di Lucera oder Castello di Lucera) befindet sich am Ortsrand der gleichnamigen Kleinstadt Lucera auf einem Höhenzug etwa 19 Kilometer westlich von Foggia in Apulien.

## Geschichte
Die erste Burg wurde von Kaiser Friedrich II. vermutlich über den Resten einer früheren normannischen Anlage errichtet. Aus dieser Zeit sind Grundmauern des alten Donjons (Turmkastells) erhalten, der während der französischen Herrschaft unter Karl I. Anjou mit dem geböschten Mauerwerk umgeben wurde, das heute noch im Inneren des Mauerrings bzw. an dessen Ostseite sichtbar ist. 
Friedrich II. hatte aufständische muslimische Einwohner Siziliens in die Gegend von Lucera bringen lassen. Zu ihrer Überwachung wurde ein Burgenbauprojekt durchgeführt. Nach dem Sturz der Stauferherrschaft in Süditalien durch den vom Papst unterstützten französischen Fürsten Karl I. von Anjou unternahmen Karl und dessen Statthalter Pierre d’Angicourt die Fertigstellung des halbfertigen staufischen Bauprojekts. Zwischen 1269 und 1283 führten sie das von Friedrich II. begonnene Projekt fort, die Hügelspitze mit einem mehrere hundert Meter langen Mauerring zu umgeben. Zu den Resten dieses Mauerrings gehört die Schildmauer mit ihren beiden monumentalen Rundtürmen. Diese bestehen aus Kalksandsteinquadern, im unteren Teil zu Buckelquadern geformt, im oberen Teil zu glatten Quadern. 

## Aufbau der Burg
An der landseitigen Schmalseite des Hügelvorsprungs, auf dem sich der heute noch sichtbare Mauerzug erhebt, wurde ein mit Steinen ausgekleideter Halsgraben angelegt. An dessen beiden Enden stehen die friderizianischen Rundtürme, die Torre del Leone (Turm des Löwen/Norden) und Torre della Leonessa (Turm der Löwin/Süden) genannt werden. Die auffälligen, sehr langen, schmalen Schießscharten erinnern wie vieles andere an der Architektur unter Friedrich II. (so die vom Kloster Clairvaux herrührenden Kastenrippen vieler Kastelle) an gleichzeitige französische Bauwerke wie etwa die Burg von Najac, an deren Rundtürme fast sieben Meter hohe Schießscharten erhalten sind.
Die sich zwischen beiden Rundtürmen erstreckende Schildmauer weist sieben fünfeckige Türme auf. Der eigentliche Torzugang liegt aus strategischen Gründen quer zum Mauerzug und ist damit frontal nicht attackierbar. 
Der Donjon Friedrichs II. – von quadratischem Grundriss mit rund 35 Metern Seitenlänge – wies einen ungefähr quadratischen Innenhof von 15 × 15 Metern auf. Zugang zu den oberen Stockwerken stellten enge Wendeltreppen in den Gebäude-Ecken her. Auf Höhe des dritten Stockwerks leiteten Trompenbögen das Viereck der Hofwände in ein Achteck über. Die Gesamthöhe des Donjons betrug rund 30 Meter.
Der restliche Mauerzug rund um den Hügel (Ziegel- und Bruchsteinmauerwerk, dadurch gut von dem friderizianischen Quaderbauteilen zu unterscheiden) ist mit Türmen von rechteckigem Grundriss verstärkt. Auffällig ist, dass dieser Mauerteil an die präexistente friderizianische Schildmauer nur sehr notdürftig angestückt wurde. Das passt zu den Aussagen in verschiedenen Quellen, dass die Bauarbeiten unter den Anjou von großen Finanzierungsschwierigkeiten begleitet wurden, und daher nur das billigste Baumaterial verwendet werden durfte. Der Donjon wurde 1790 abgerissen, das Baumaterial für die Procuratie Nuove in Lucera verwendet. Auf einer heute in Stockholm aufbewahrten Skizze des französischen Malers Louis Jean Desprez aus dem Jahre 1778 ist die Ruine des friderizianischen Donjons samt dem umgebenden geböschten Mauerwerk aus der Franzosenzeit zu erkennen. Besonders auffällig ist die reich skulptural geschmückte Fassade des Innenhofs. Den Zugang zum Donjon stellte vermutlich eine Zugbrücke her.